# R.T. Shelley
R.T. Shelley was een Brits bedrijf dat werkte als toeleverancier voor de auto- en motorfietsindustrie en later ook voor de industrie van vliegtuigmotoren. Het was gespecialiseerd in de productie van boordgereedschappen en kriks.
R.T. Shelley werd waarschijnlijk in de eerste jaren van de twintigste eeuw door Robert Samuel Thomas ("Bob") Shelley opgericht als toeleverancier voor de prille Britse auto- en motorfietsindustrie. In 1908 nam het de Norton Mfg. Company over van voormalig eigenaar James Lansdowne Norton. In 1913 greep Bob Shelley in toen Norton bijna failliet ging, terwijl James Lansdowne Norton herstelde van een ziekte die hij had opgelopen op het eiland Man. Bob Shelley werd mededirecteur en de naam veranderde in Norton Motors Ltd. In hetzelfde jaar nam hij zijn zwager Dan O'Donovan op in het management van Norton. Dan, die de bijnaam "Wizard" kreeg, was een goede tuner die al met Singer en NSU had geracet en hij zou vooral na de Eerste Wereldoorlog naam maken toen hij op het Brooklands circuit de Norton BS ontwikkelde, een van de eerste echte productieracers ter wereld. In de jaren twintig werd Bill Mansell overgeplaatst van R.T. Shelley naar Norton om het management te verbeteren. In 1926 werd de naam van het bedrijf veranderd in Norton Motors (1926) Ltd.
In de volgende jaren vormden R.T. Shelley en Norton twee bedrijven onder een gezamenlijke leiding, R.T. Shelley als producent van autotoebehoren (boordgereedschappen en kriks) en Norton als producent van motorfietsen. Gilbert Smith werd algemeen directeur van beide bedrijven, die elkaar soms nodig hadden om te blijven voortbestaan. Vooral in de eerste jaren na de Tweede Wereldoorlog dreef het consortium vooral op R.T. Shelley, omdat Norton-hoofdconstructeur Joe Craig opdracht had zich te richten op sportsuccessen. Dat ging ten koste van de kwaliteit van de normale motorfietsen. Constructeur Bert Hopwood, die in 1949 werd aangetrokken om de Norton Dominator Model 7 te bouwen, maakte zich zorgen over deze situatie. De eenvoudige gereedschappen die R.T. Shelley maakte konden door elke willekeurige smid gemaakt worden en de contracten met autofabrikanten waren wankel. Toen hij een plan maakte om nieuwe modellen te ontwikkelen, waardoor de race-activiteiten drie jaar stilgelegd moesten worden, werd hij ontslagen. Zijn Dominator 7 zorgde er echter voor dat Norton weer wat steviger op de benen stond. Norton/R.T. Shelley werd in 1953 overgenomen door Associated Motor Cycles, dat bestond uit de motorfietsmerken AJS, Matchless, Francis-Barnett en James. AMC had geen belang bij R.T. Shelley, maar wachtte met sluiting tot Norton groot genoeg zou zijn om het personeel over te nemen. AMC plaatste de als constructeur ontslagen Bert Hopwood in 1955 als directeur aan de leiding van Norton. Gilbert Smith was nog steeds algemeen directeur, maar Joe Craig was ontslagen. In 1958 werd het contract van Smith niet verlengd en toen kreeg Hopwood ook de leiding van R.T. Shelley. Toen R.T. Shelley de Shelley Rollalift draaikrik uitvond en het boordgereedschap voor de Mini mocht gaan leveren was de toekomst voorlopig verzekerd.
In 1961 maakte R.T. Shelley naast boordgereedschap en kriks ook gereedschappen voor vliegtuigmotoren en waren er 400 personeelsleden.